# Corrençon-en-Vercors
Corrençon-en-Vercors là một xã thuộc tỉnh Isère, vùng Rhône-Alpes đông nam nước Pháp. Xã này nằm ở khu vực có độ cao từ 1055-2286 mét trên mực nước biển.